# Прага (аэропорт)
Международный аэропорт имени Вацлава Гавела (чеш. Letiště Václava Havla Praha) — аэропорт чешского города Праги. Находится в районе Прага-6, кадастровый район Рузине. В 2007 году на церемонии «World Airport Awards» пражский аэропорт был признан лучшим аэропортом Центральной и Восточной Европы. Аэропорт является базовым для авиакомпаний «Czech Airlines», «Travel Service Airlines», «Wizzair» и «Ryanair». Аэропорт назван в честь Вацлава Гавела, первого президента современной Чехии.

## История
Чехословакию, а затем и Чехию, относят к пионерам европейской гражданской авиации, которая ведёт свою историю с 1919 года. Предпосылками к строительству нового аэропорта в Праге стали необходимость разделить военную и гражданскую авиацию, и перегруженность аэропорта Кбелы в середине 1930-х годов. Аэропорт «Рузине» был открыт 5 апреля 1937 года в одноимённом районе Праги. Одной из главных наград, полученных аэропортом, стал диплом и золотая медаль на международной выставке искусства и техники в Париже (также известна как Всемирная выставка) в 1937 году. Награда была получена за техническую концепцию аэропорта, преимущественно за архитектуру корпуса регистрации (нынешний Терминал 4), разработанную инженером А. Бенешем. Эта и другие награды способствовали повышению интереса авиаперевозчиков к аэропорту.
В аэропорту высаживались советские десантники в рамках операции «Дунай» 21 августа 1968 года.
Расположение аэропорта позволило ему расшириться при увеличении пассажиропотока, особенно после вхождения Чехии в Европейский союз в 2004 году.
5 октября 2012 года аэропорт был переименован в «Пражский аэропорт имени Вацлава Гавела».

## Собственники и руководство
Аэропорт находится в управлении компании Letiště Praha, a. s. Председатель совета директоров — Йиржи Пос, назначенный в 2021 году.

## Технические данные
Аэропорт состоит из 4 терминалов:
- Терминал 1 — обслуживает рейсы стран, не входящих в зону Шенгенского соглашения,
- Терминал 2 — обслуживает рейсы стран, входящих в зону Шенгенского соглашения,
- Терминал 3 — обслуживает частные и чартерные рейсы,
- Терминал 4 — не обслуживает пассажиров, за исключением VIP-рейсов и официальных визитов. Первый терминал аэропорта. Открыт в 1937 году.

На аэродроме имеется неиспользуемая для взлёта и посадки судов ВПП 04/22 длиной 2120 м. Запланировано строительство параллельной существующей ВПП 06/24 новой полосы 06R/24L длиной 3550 м. Строительство затронет проходящее рядом с аэропортом шоссе R7 и часть шоссе будет проходить в тоннеле. Также запланировано строительство станции железной дороги на территории аэропорта и железнодорожной колеи к аэропорту.

## Деятельность
В 2008 году низкобюджетными авиакомпаниями в аэропорту Праги было обслужено 2,96 млн пассажиров. Это составило 23,44 % от всего пассажирооборота. Больше всех обслужила авиакомпания SkyEurope, на втором месте easyJet и на третьем Smart Wings. Суммарная доля этих авиакомпаний в пассажирообороте низкобюджетных авиакомпаний составила 72,87 %.
По итогам 2013 года, больше всего пассажиров было обслужено на направлении до Соединённого Королевства, на вторую строчку переместилась ФРГ, сместив РФ, далее идут Италия и Франция.
За 2016 год пассажиропоток сместился больше по направлениям Западной Европы — в Великобританию, Германию и Италию улетело более, чем по миллиону пассажиров. За этими странами следуют Россия и Франция, где количество пассажиров превысило 950 тыс. Самыми популярными целевыми аэропортами были: «Шарль-де-Голль» (Париж), «Шереметьево» (Москва), «Схипхол» (Амстердам), Франкфурт-на-Майне и «Хитроу» (Лондон). Всего регулярные рейсы совершали 64 авиакомпании по 146 направлениям.
В 2017 году наибольшее количество пассажиров из Праги летело в Лондон, в 6 аэропортов которого отправлялось до 14 рейсов в день.
В 2018 году самыми популярными направлениями были Соединённое Королевство (2061865 пассажиров и прирост 13,1 % в сравнении с 2017 годом), Италия (1343164, -0,8 %) и Россия (1198445, - 0,1 %). По городам самым популярным остался Лондон (1357406, +8,8 %) далее Париж (828622, -2,2 %) и Москва (823394, - 0,1 %). Самый большой прирост пассажиров был на направлении Барселоны (+117728, 34,8 %), Будапешта (+90765, 82,3 %) и лондонского аэропорта Станстед (+77896, 23,6 %). Самым загруженным месяцем был июль, когда было обслужено 1877369 пассажиров. Всего было обслужено 16797006 пассажиров по 171 направлению 69 авиакомпаний.
Пассажирооборот по годам:
| Год                  | 2000 | 2001 | 2002 | 2003 | 2004 | 2005  | 2006  | 2007  | 2008  | 2009  | 2010  | 2011  | 2012  | 2013  | 2014  | 2015  | 2016  | 2017  | 2018  | 2019 | 2020 | 2021 | 2022  | 2023  | 2024  |
| -------------------- | ---- | ---- | ---- | ---- | ---- | ----- | ----- | ----- | ----- | ----- | ----- | ----- | ----- | ----- | ----- | ----- | ----- | ----- | ----- | ---- | ---- | ---- | ----- | ----- | ----- |
| Пассажиров, млн чел. | 5,55 | 6,1  | 6,31 | 7,46 | 9,7  | 10,77 | 11,58 | 12,43 | 12,63 | 11,64 | 11,56 | 11,79 | 10,81 | 10,97 | 11,15 | 12,03 | 13,07 | 15,41 | 16,78 | 17,8 | 3,67 | 4,38 | 10,73 | 13,83 | 16,35 |
| Изменение, %         | ▬    | ▲9,8 | ▲3,5 | ▲18  | ▲30  | ▲11   | ▲7,4  | ▲7,3  | ▲1,5  | ▼7,8  | ▼0,7  | ▲2    | ▼8,3  | ▲1,5  | ▲1,6  | ▲7,9  | ▲8,6  | ▲17,9 | ▲9    | ▲6   | ▼79  | ▲20  | ▲145  | ▲29   | ▲18   |

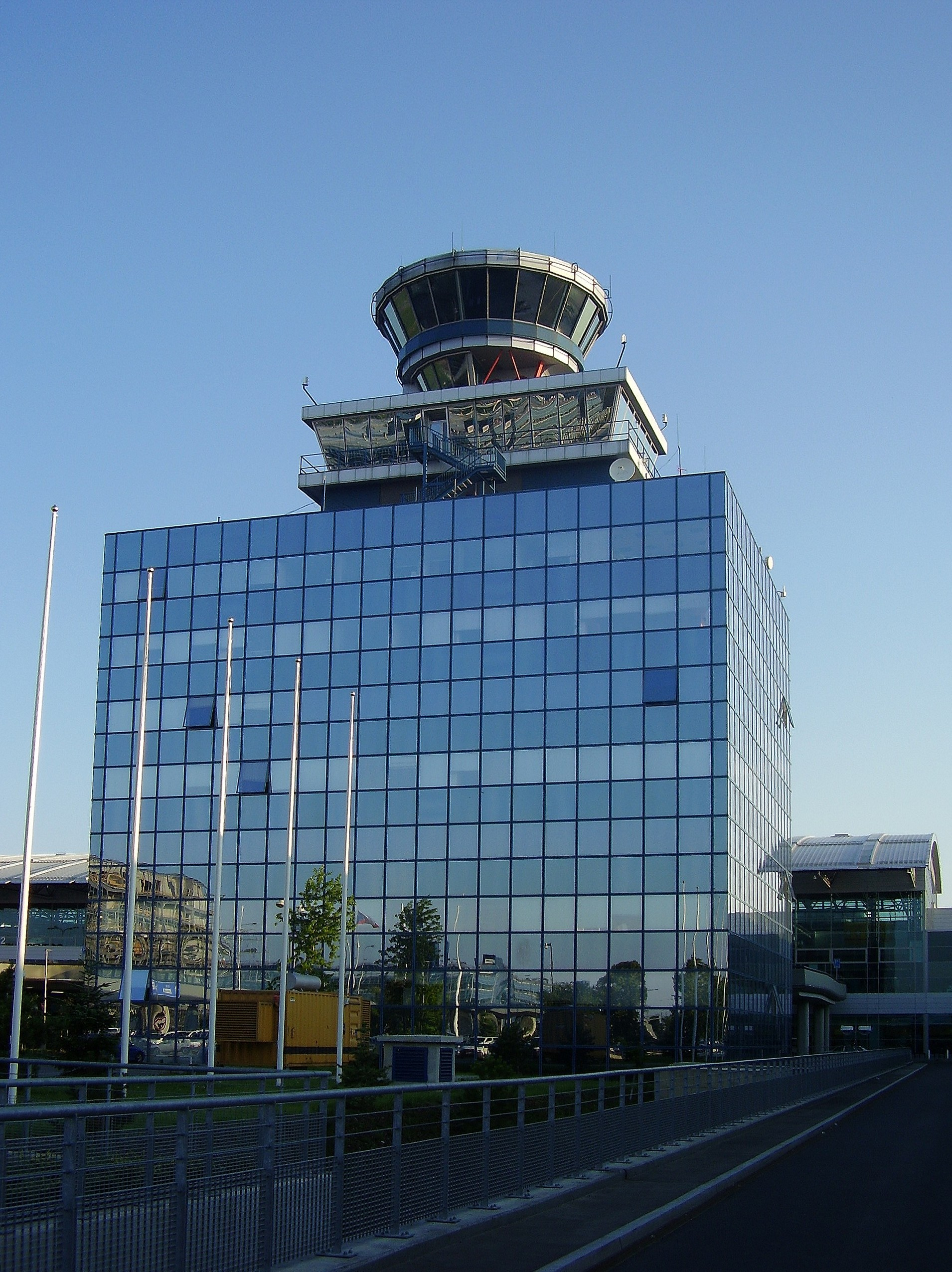
Новая вышка
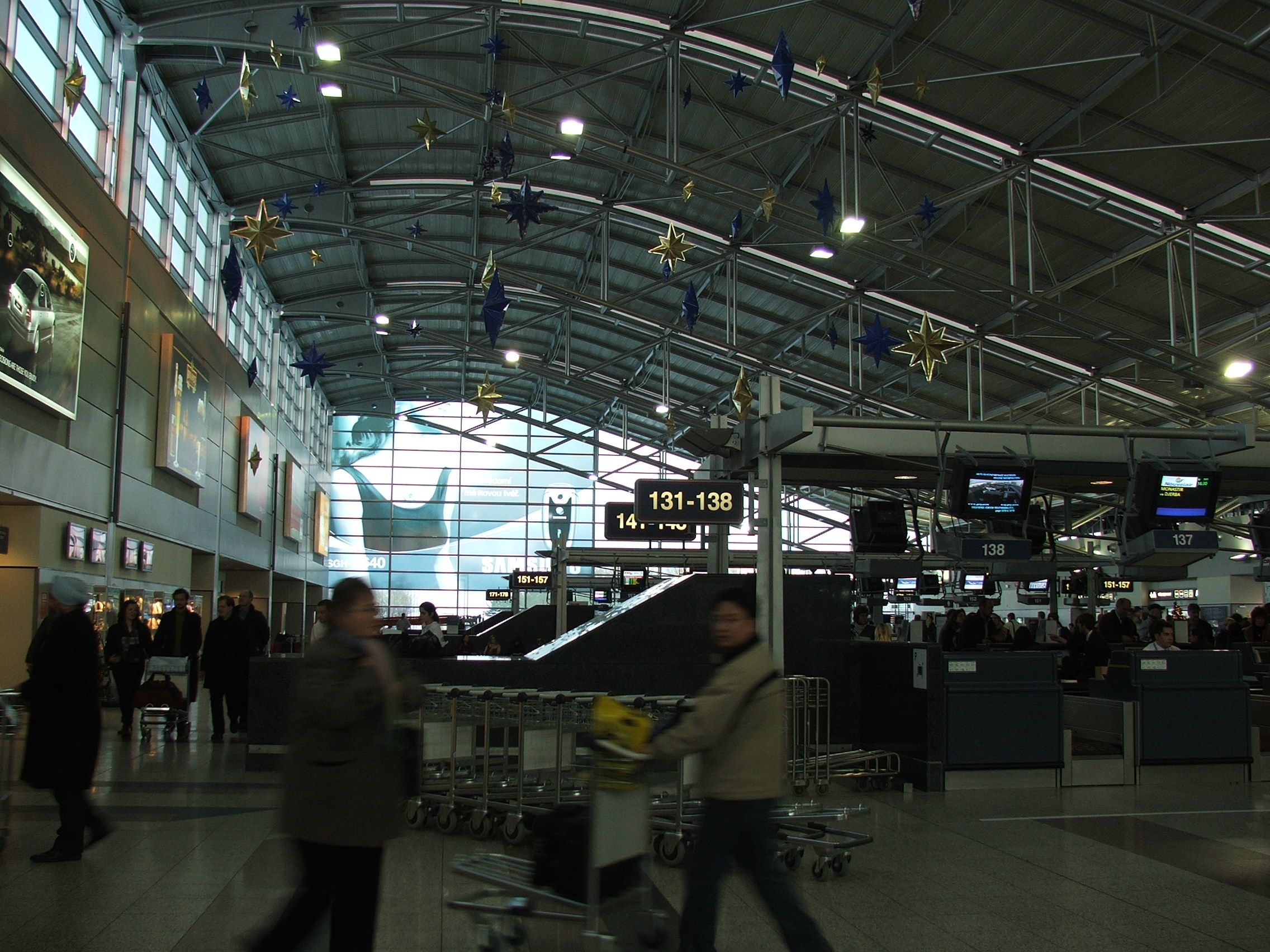
Терминал 1 открыт в 1997
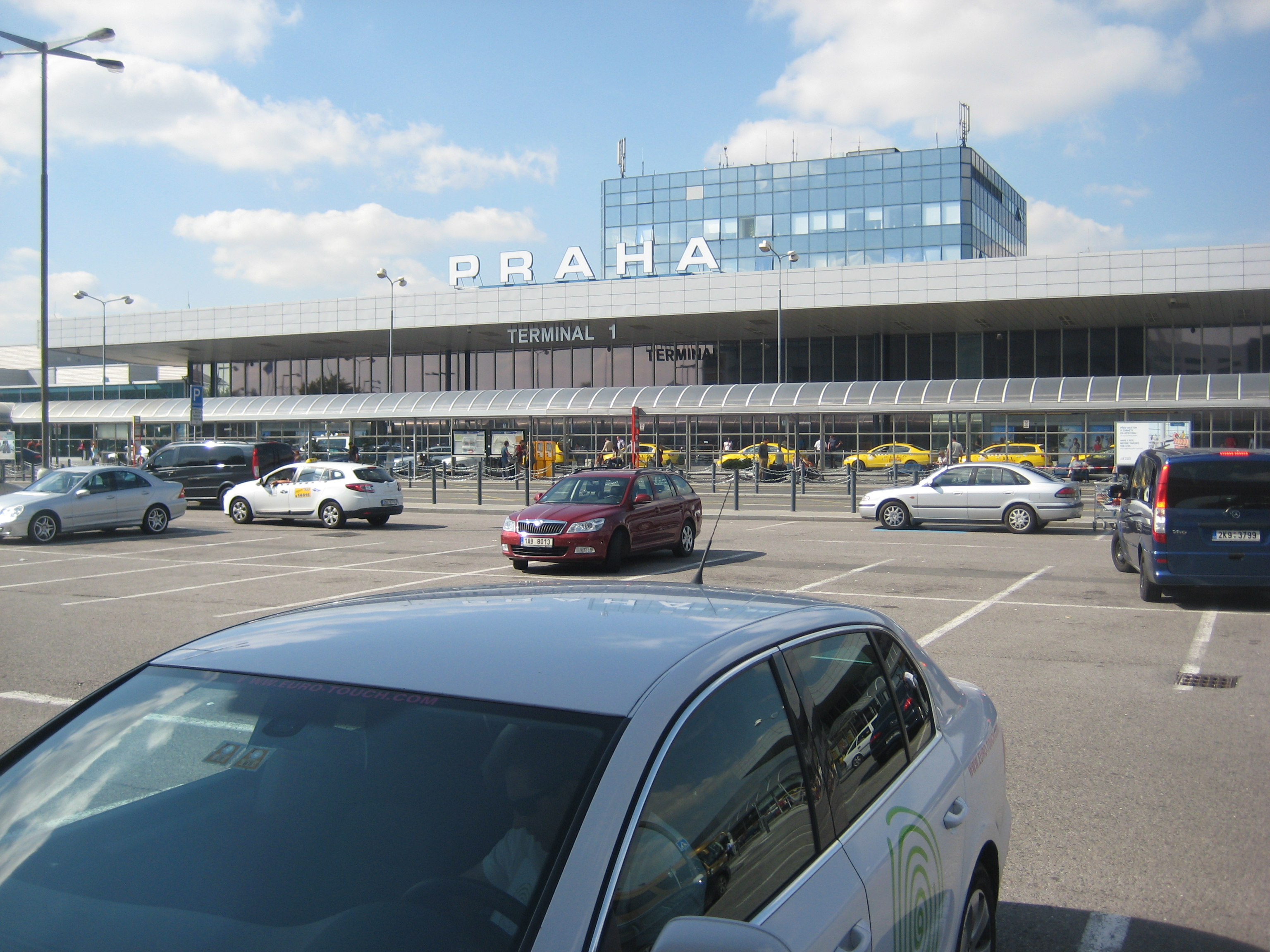
Вид на Терминал 1
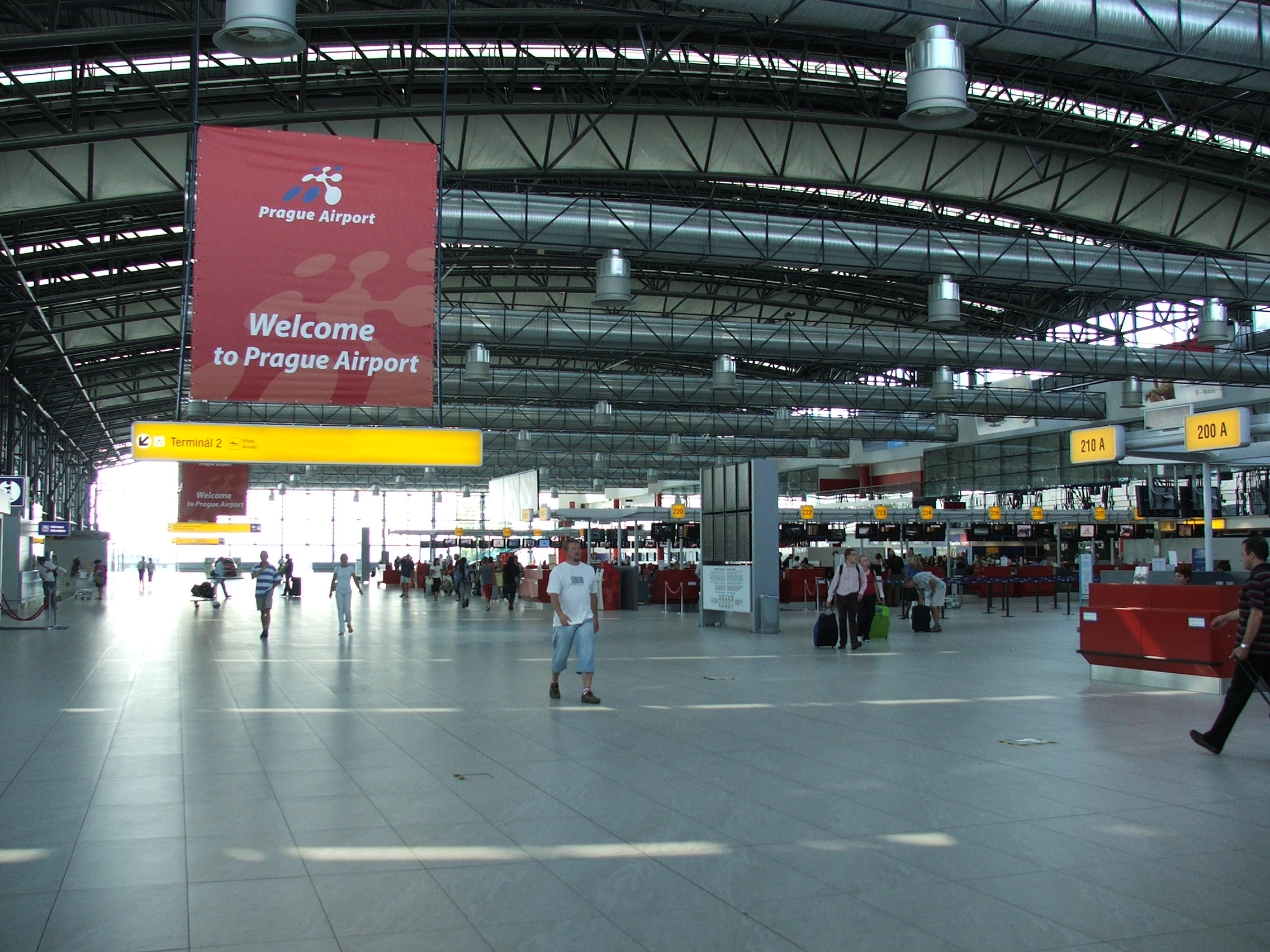
Терминал 2 открыт в 2006
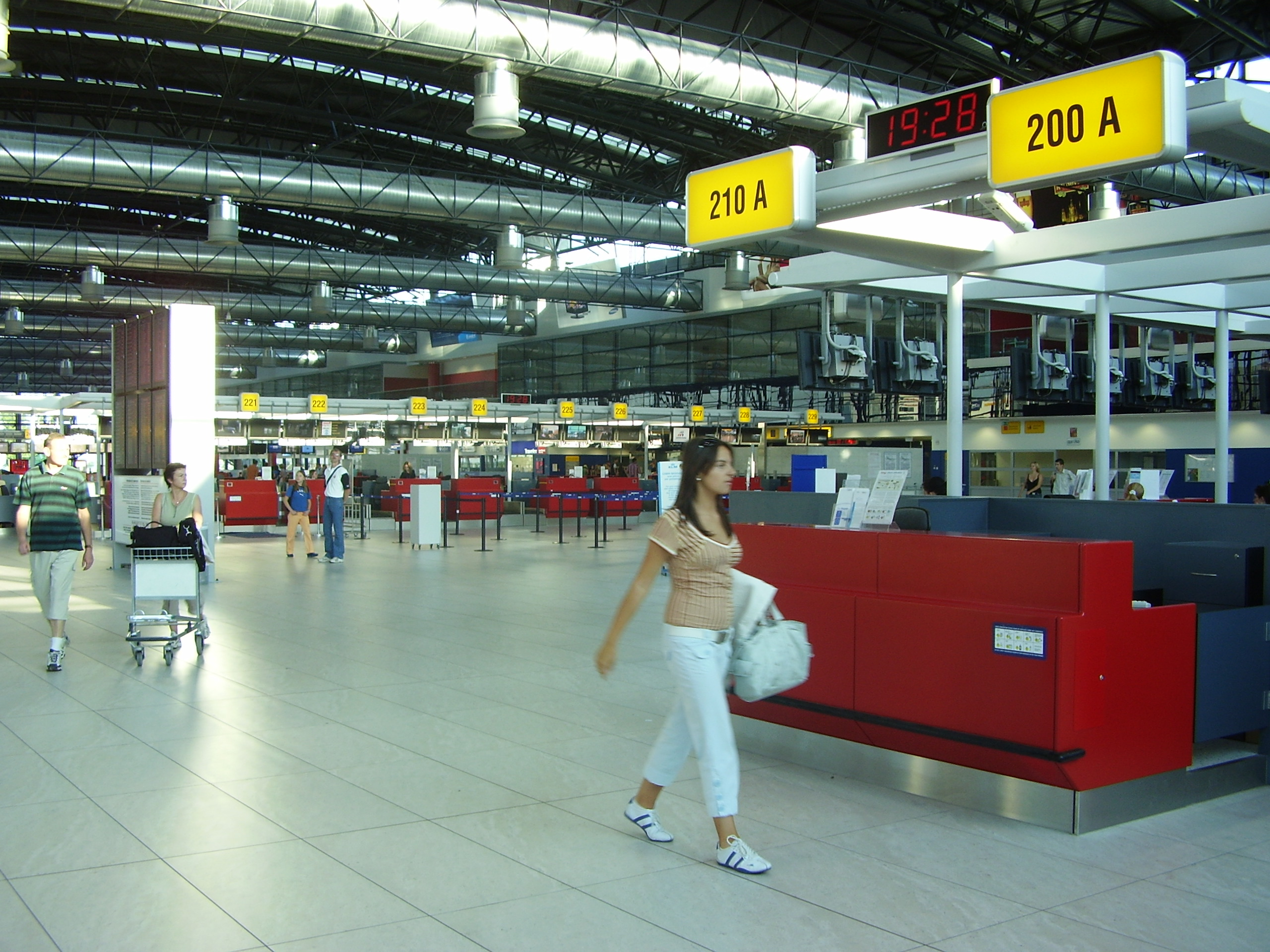
Терминал 2
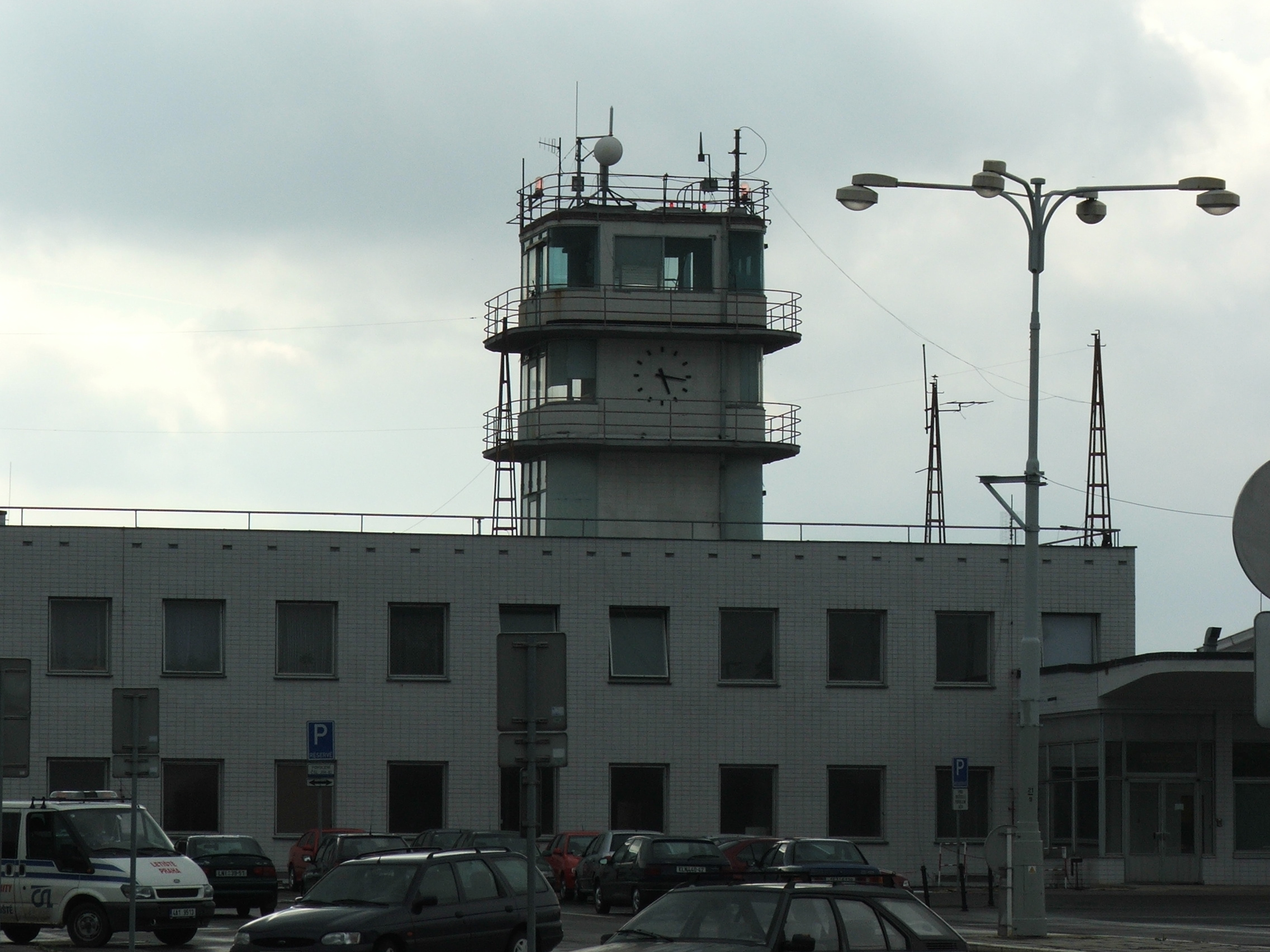
Вышка аэродрома, построенная в 1937 (вид сзади) — теперь часть Терминала 4
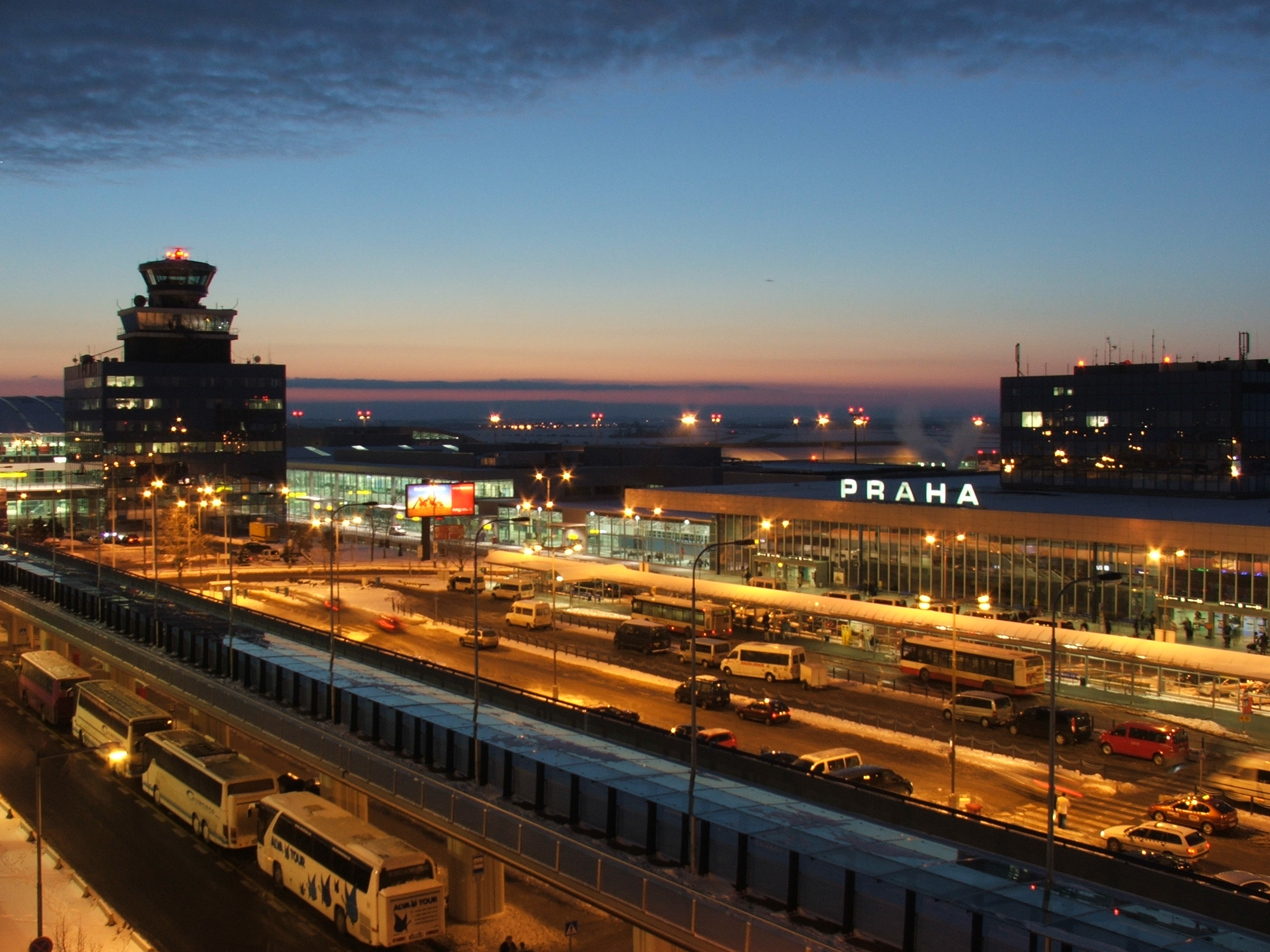
Декабрь 2005 года
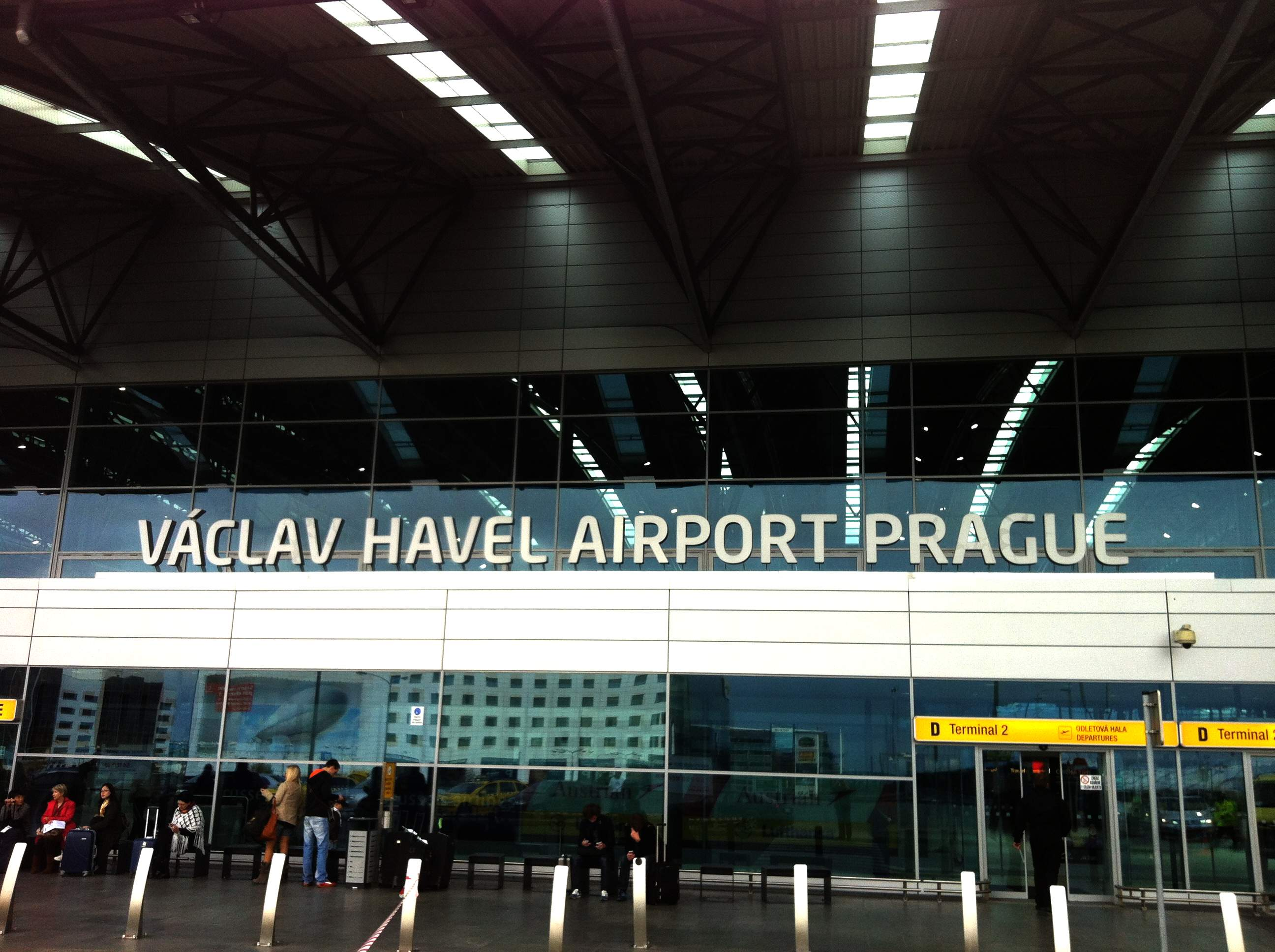
Обновлённая вывеска аэропорта после переименования 5.10.2012